# جف ون گاندی
جف ون گاندی (انگلیسی: Jeff Van Gundy؛ زادهٔ ۱۹ ژانویهٔ ۱۹۶۲) بازیکن بسکتبال اهل ایالات متحده آمریکا است.
وی در مسابقات کشوری و بین‌المللی در مجموع برندهٔ ۱ مدال طلا شده‌است.